# Czerwona plamistość igieł

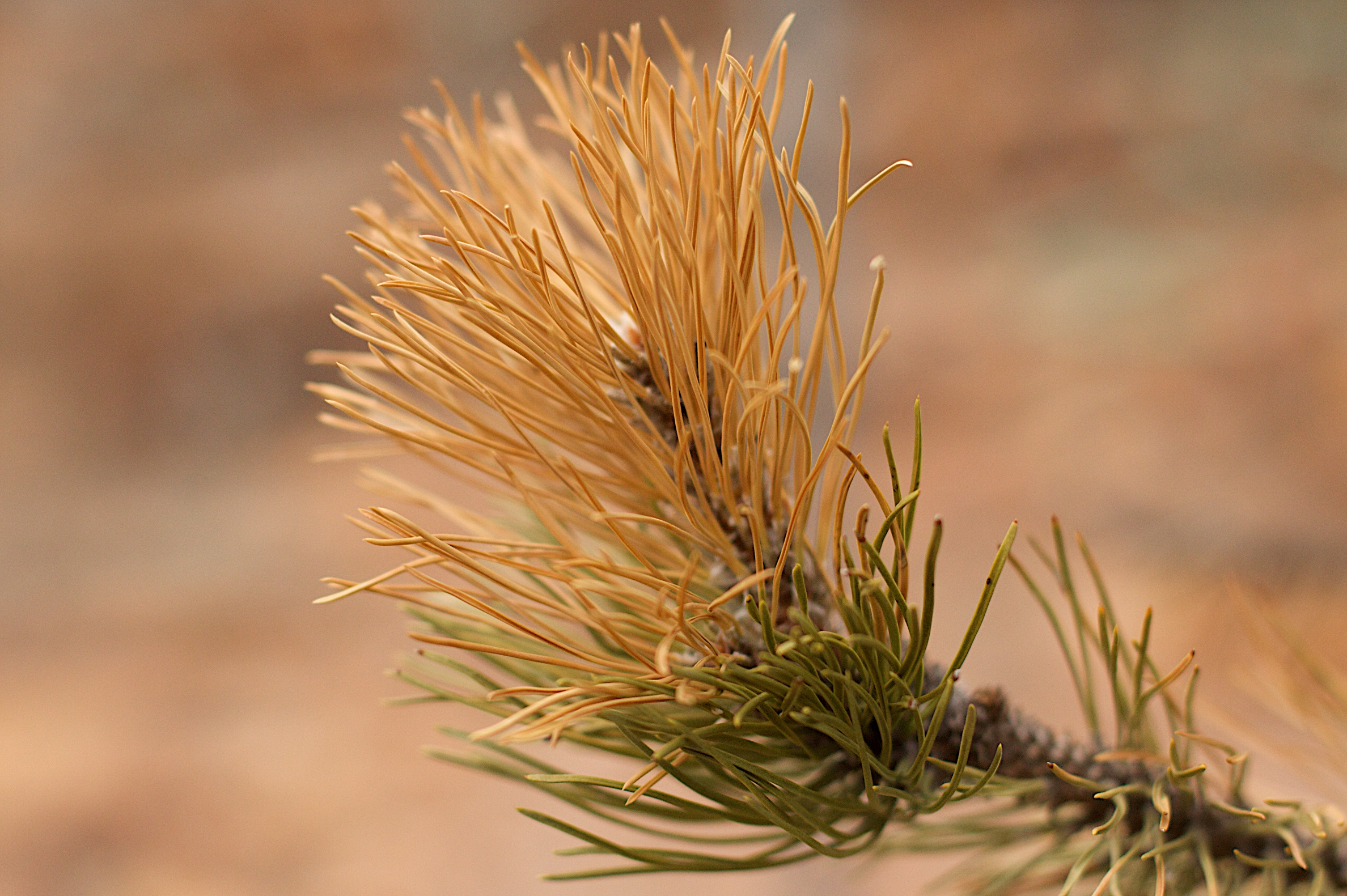
Porażony jednoroczny pęd sosny czarnej

Czerwona plamistość igieł (ang. blight of pine, red-band needle blight of pine, needle blight of pine) – grzybowa choroba niektórych drzew i krzewów iglastych wywołana przez Dothistroma septosporum i Dothistroma pini. 

## Występowanie
Dothistroma septosporum atakuje głównie sosny (Pinus), ale również rosnące w pobliżu porażonych tą chorobą sosen takie gatunki drzew iglastych jak: daglezja zielona (Pseudotsuga menziesii), modrzew europejski (Larix decidua) i świerk pospolity (Picea abies). Na półkuli północnej choroba ta stała się jedną z najgroźniejszych chorób sosen. Jest szeroko rozprzestrzeniona w całej Europie. W Polsce chorobę tę stwierdzono na początku lat 90. XX wieku.
Czerwona plamistość igieł występuje na kilku gatunkach sosen. Głównym gospodarzem jest sosna czarna (Pinus nigra), następnie sosna zwyczajna (P. sylvestris) i kosodrzewina (P. mugo). Epidemie najczęściej występują w młodych, gęstych zalesieniach sosny czarnej. Sporadycznie Dothistroma septosporum atakuje świerki rosnące w podszycie sosen. Ostatnio donoszono o wystąpieniu tej choroby w kilku alpejskich stanowiskach limby (Pinus cembra).

## Objawy i szkodliwość
Pierwszymi objawami choroby są niewielkie żółte plamki na igłach. Rozrastają się i przekształcają w wyraźnie oddzielone nekrotyczne poprzeczne paski. Rozrastający się pasek w końcu otacza całą igłę, co powoduje obumarcie jej dystalnej części, podstawa igły poniżej paska pozostaje zielona. Bardzo często porażone igły występują na wierzchołkach pędów. Czerwony kolor porażonej części igły pochodzi od dothistrominy – mykotoksyny wydzielanej przez grzyba. Czerwone plamki nie zawsze jednak występują. Na igłach rosnących w zacienieniu czerwona barwa jest stłumiona, silniej widoczna jest na igłach rosnących w słońcu. Jeśli czerwona barwa jest stłumiona, wówczas początkowe objawy choroby mogą być pomylone z objawami powodowanymi przez Lecanosticta acicola (synonim Mycosphaerella dearnessii) lub Mycosphaerella gibsonii. Objawy choroby mogą być zatuszowane także przez grzyba Lophodermium pinastri, który na igłach sosny tworzy czarne poprzeczne paski złożone z apotecjów i pyknidiów.
W obrębie barwnych plam pod epidermą igieł grzybnia patogenu tworzy czarną podkładkę. Jest widoczna w postaci okrągłej, czarnej plamy. Powstają w niej w rzędach równoległych do długiej osi igły eliptyczne konidiomy, które w końcowej fazie swojego rozwoju pęcznieją i przerywają epidermę jedną lub dwoma szparami. Silnie porażone igły brązowieją i przedwcześnie opadają, słabiej porażone opadają dopiero za rok lub dwa. Najsilniejsze objawy porażenia występują na jednorocznych pędach. Na silnie porażonych sosnach zamierają całe gałęzie, a przy wielokrotnych infekcjach całe drzewa.

## Ochrona
Czerwonej plamistości igieł sprzyja wysoka wilgotność powietrza, przegęszczenie drzewostanu, obecność zainfekowanych drzew. W szkółkach chroni się drzewa chemicznie (środki miedziowe) oraz mechanicznie: podkrzesywanie drzew i usuwanie silnie porażonych dolnych okółków. 
Dothistroma septosporum w Polsce jest organizmem kwarantannowym.